# مطار جينتشو شياوليغزي
مطار جينتشو شياوليغزي (بالصينية: 锦州小岭子机场) (إياتا: JNZ، إيكاو: ZYJZ) مطار عسكري يقع بمدينة جينتشو في لياونينغ في الصين. يبلغ طول المدرج 2600 م. افتتح مطار خليج جينتشو الجديد في 10 ديسمبر 2015 ونقلت جميع الرحلات الجوية المدنية إلى المطار الجديد. عاد مطار شياوليغزي إلى استخدامه الأصلي مطار عسكري.

## وصلات خارجية
- http://www.flightstats.com/go/Airport/airportDetails.do?airportCode=JNZ